# Peter Lynch
Peter Lynch, född 19 januari 1944, är en amerikansk investerare och fondförvaltare. Mellan 1977 och 1990 blev hans fond den mest framgångsrika av alla i hela världen som växte dubbelt så mycket som avkastningen på S&P 500 aktiemarknadsindexet. Under hans 13-åriga period ökade värdet från 18 miljoner dollar till 14 miljarder dollar vilket anses vara unikt. Han har skrivit ett flertal böcker, däribland One Up On Wall Street som sålts i flera miljoner exemplar samt Beating The Street.
Lynch förespråkar värdeinvesteringar (Value Investing) och att man investerar i det man själv förstår. Han anser att vanliga människor kan lyckas betydligt bättre än experter om de utgår ifrån dessa principer. Bland finansmedia beskrivs Peter Lynch som en "legend" för sina framgångar inom investeringar.